# 魏仁芳
魏仁芳（罗马拼音：Goei Djien Phang，1968年3月29日—），印尼语名：，印尼華裔羽毛球运动员。

## 簡歷
1991年世界羽毛球錦標賽男單決賽敗於中國球員趙劍華，獲得亚军。
1992年巴塞隆拿奥运会羽毛球男單決賽戰勝同胞阿迪·伯納德斯·維拉納塔，獲得冠军，是首位獲得奧運男單金牌的印尼選手。
1993年羽毛球世界杯男單決賽戰勝同胞佐戈·蘇普里昂托，獲得冠军。
1996年代表印尼，參加湯姆斯盃，決賽擊敗丹麥，獲得冠軍。
1997年與同樣是羽球名將王蓮香結婚。1999年兩人一起掛拍退隱。

## 成绩荣誉

### 1987年
- 東南亞運動會 男團金牌

### 1989年
- 泰国羽毛球公开赛 男单冠军
- 荷蘭羽毛球公開賽 男单冠军

### 1990年
- 北京亞運會 男團銅牌
- 北京亞運會 男单銅牌

### 1991年
- 世界羽毛球锦标赛 男单亚军
- 中国羽毛球公开赛 男单冠军
- 泰国羽毛球公开赛 男单冠军
- 蘇迪曼盃 亚军

### 1992年
- 德国羽毛球公开赛 男单冠军
- 汤姆斯杯 亚军
- 巴塞罗那奥运会 男单金牌

### 1993年
- 印尼羽毛球公开赛 男单冠军
- 羽毛球世界杯 男单冠军
- 蘇迪曼盃 亚军

### 1994年
- 中国羽毛球公开赛 男单冠军

### 1995年
- 马来西亚羽毛球公开赛 男单冠军
- 羽毛球世界杯 男单亚军
- 蘇迪曼盃 亚军

### 1996年
- 汤姆斯杯 冠军

## 家人
- 妻子：王蓮香
- 弟弟：魏仁君